# Agonist

Agoniști care activează receptori ipotetici.

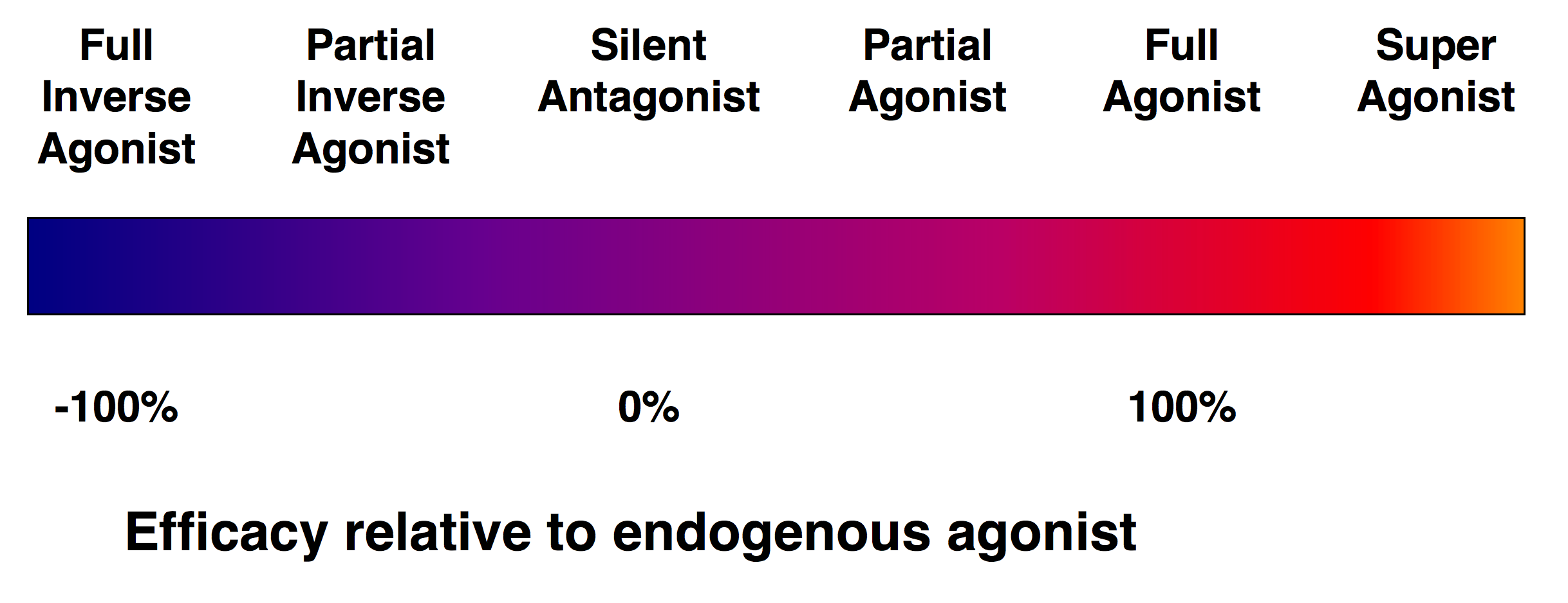
Spectrul de eficacitate a liganzilor receptorilor.

Un agonist este o substanță chimică care se leagă de un receptor și activează receptorul pentru a declanșa un răspuns biologic. Dacă un agonist determină o acțiune, un antagonist blochează acțiunea declanșată de agonist, iar un agonist invers provoacă o acțiune opusă celei declanșate de agonist.

## Tipuri de agoniști
Receptorii pot fi activați fie de agoniști endogeni (precum hormonii și neurotransmițătorii) sau agoniști exogeni (precum medicamentele), rezultând într-un răspuns biologic. Un agonist fiziologic este o substanță care produce același răspuns corporal, dar nu se leagă de același receptor.
- Un agonist endogen al unui anumit receptor este o substanță produsă în mod natural de organism, care se leagă și activează receptorul. De exemplu, agonistul endogen al receptorilor de serotonină este serotonina, iar agonistul endogen al receptorilor de dopamină este dopamina.[1]
- Agoniștii deplini se leagă și activează un receptor cu răspunsul maxim care poate fi obținut de la receptor. Un exemplu de un medicament care poate acționa ca un agonist deplin este isoproterenol, care imită acțiunea adrenalinei asupra receptori β adrenergici. Un alt exemplu este morfina, care imită acțiunile endorfinelor asupra receptorilor μ opioizi de-a lungul sistemului nervos central. Cu toate acestea, un medicament poate acționa ca un agonist deplin în unele țesuturi și ca un agonist parțial în alte țesuturi, în funcție de numerele relative de receptori și diferențe în cuplarea la receptori.[necesită citare]
- Un co-agonist funcționează alături de alți co-agoniști pentru ca împreună să producă efectul dorit. Activarea receptorilor NMDA necesită obligatoriu co-agoniști pentru D-serină, glutamat și glicină.
- Un agonist selectiv este selectiv pentru un anumit tip de receptor. De exemplu, buspirona este un agonist selectiv pentru receptorii serotoninergici 5-HT1A.
- Agoniștii parțiali (precum buspironă, aripiprazol, buprenorfină sau norclozapin) se leagă și activează și ei un anumit receptor, dar au doar eficacitate parțială comparat cu agoniștii deplini, chiar și atunci când ocupă la maxim receptorii. Agenți precum buprenorfina sunt folosiți pentru a trata dependența de opiacee tocmai din acest motiv, deoarece aceștia produc efecte mai slabe asupra receptorilor opioizi, scăzând astfel dependența și potențialul de abuz.
- Un agonist invers este un agent care se leagă de același receptor ca un agonist și inhibă activitatea receptorului. Agoniștii inverși exercită efectul farmacologic opus față de un agonist al receptorului, nu doar o lipsă de efect al agonistului, precum în cazul antagoniștilor. Un exemplu este agonistul invers canabinoid rimonabant.
- Un superagonist este un termen folosit de unii pentru a identifica un compus care este capabil de a produce un răspuns mai mare decât un agonist endogen la receptorul țintă. În acest caz, s-ar putea spune că agonistul endogen este pur și simplu un agonist parțial în acel țesut.
- Un agonist ireversibil este un tip de agonist care se leagă permanent de un receptor prin formarea de legături covalente. Câteva astfel de exemple au fost descrise.[2][3]

Noi descoperiri care extind definiția clasică din farmacologie demonstrează că liganzii pot să se comporte concomitent ca agoniști și antagoniști, pentru același receptor, în funcție de căile efectoare sau tipul de țesut. Termenii care descriu acest fenomen sunt „selectivitate funcțională”, „agonism proteic” sau modulatori selectivi ai receptorilor.

## Etimologie
Din greacă αγωνιστής (agōnistēs), concurent, campion, rival < αγων (agōn), concurs, luptă, efort < αγω (agō), a duce, a duce spre, a conduce.